# Diocesi di Zerta
La diocesi di Zerta (in latino Dioecesis Zertensis) è una sede soppressa e sede titolare della Chiesa cattolica.

## Storia
Zerta, nei pressi di Merkeb-Talha nell'odierna Algeria, è un'antica sede episcopale della provincia romana di Numidia.
Unico vescovo noto è il donatista Gaudenzio, che prese parte alla conferenza di Cartagine del 411, che vide riuniti assieme i vescovi cattolici e donatisti dell'Africa romana. In quell'occasione la diocesi non aveva un vescovo cattolico; tuttavia Aurelio di Macomades intervenne dicendo che a Zerta operava comunque un prete cattolico.
A Zerta si celebrò nel 412 un concilio di vescovi cattolici, al quale assistette anche sant'Agostino. Una lettera del santo ha trasmesso la lettera sinodale indirizzata ai donatisti.
Dal 1928 Zerta è annoverata tra le sedi vescovili titolari della Chiesa cattolica; dal 16 ottobre 2002 il vescovo titolare è Robert Joseph Hermann, già vescovo ausiliare di Saint Louis.

## Cronotassi

### Vescovi residenti
- Gaudenzio † (menzionato nel 411) (vescovo donatista)

### Vescovi titolari
- Joseph-Wilfrid Guy, O.M.I. † (19 dicembre 1929 - 2 giugno 1937 nominato vescovo di Gravelbourg)
- Alfredo Lanfranconi, P.I.M.E. † (1º luglio 1937 - 1º gennaio 1955 nominato vescovo di Toungoo)
- Manuel Platon Del Rosario † (24 maggio 1955 - 25 luglio 1958 succeduto vescovo di Calbayog)
- Marcelo Mendiharat Pommies † (3 febbraio 1959 - 1º gennaio 1968 succeduto vescovo di Salto)
- Edward Aloysius Fitzgerald † (8 gennaio 1969 - 31 dicembre 1970 dimesso)
- James Kavanagh † (6 marzo 1973 - 8 agosto 2002 deceduto)
- Robert Joseph Hermann, dal 16 ottobre 2002